# Верлинден, Дани
Даниэль Верлинден (нидерл. Daniel Verlinden; 15 августа 1963, в Арсхоте, Бельгия) — бельгийский футболист, вратарь. Известен по выступлениям за «Льерс», «Брюгге» и сборную Бельгии. Участник Чемпионатов мира 1994 и 1998 годов.

## Клубная карьера
В 1980 году Верлинден начал карьеру в клубе «Льерс». В сезоне 1982/1983 он завоевал место основного вратаря. С того момента он за все восемь сезонов, проведенные в команде не позволил себе проиграть конкуренцию. За команду он сыграл в 204 матчах Жюпиле лиги и второго дивизиона.
Летом 1988 года Дани перешёл в «Брюгге». В начале он был сменщиком Филиппа ван де Валле, но вскоре выиграл конкуренцию. За время проведённое в «Брюгге» Верлинден дважды признавался лучшим вратарем Бельгии, а также пять раз выиграл чемпионат Бельгии, столько же Кубок Бельгии и девять раз становился обладателем Суперкубка Бельгии. В сезоне 1998/1999 он уступил место основного вратаря египтянину Надеру Аль-Сайеду, но вскоре вернул его вновь. В декабре 2003 года Верлинден защищал цвета клуба в Лиге чемпионов в возрасте 40 лет и 116 дней. На тот момент он являлся самым возрастным футболистом, который когда-либо выходил на поле в матче этого турнира. Это достижение через три года побил защитник итальянского «Милана» Алессандро Костакурта, приняв участие в поединке Лиги чемпионов против греческого «АЕКа» в возрасте 40 лет и 211 дней.
Верлиндену также принадлежит рекордная «сухая» серия в первенстве Бельгии, он не пропускал за «Брюгге» на протяжении 1390 минут, с 3 марта по 26 сентября 1990 года. В 2004 году Дани принял решение завершить карьеру.

## Международная карьера
В 1994 году Верлинден был включен в заявку сборной Бельгии на участие в Чемпионате мира в США. На турнире он был третьим вратарем после Мишеля Прюдомма и Филипа де Вильде и не сыграл ни минуты. В марте 1998 года в матче против сборной Норвегии Дани дебютировал за национальную команду и вновь попал в заявку Бельгии на Чемпионат мира во Франции, но как в 1994 году был лишь третьим вратарем и на поле не вышел.

## Достижения
Командные
 «Брюгге»
- Чемпион Бельгии (5): 1989/1990, 1991/1992, 1995/1996, 1997/1998, 2002/2003
- Обладатель Кубка Бельгии (5): 1991, 1995, 1996, 2002, 2004
- Обладатель Суперкубка Бельгии (9): 1988, 1990, 1991, 1992, 1994, 1996, 1998, 2002, 2003

Индивидуальные
- Лучший вратарь Жюпиле лиги — 1992/1993
- Лучший вратарь Жюпиле лиги — 2002/2003